# Mordella latejuncta
Mordella latejuncta es una especie de coleóptero de la familia Mordellidae.

## Distribución geográfica
Habita en Brasil.